# Phyllachora rimulosa
Phyllachora rimulosa är en svampart som beskrevs av Speg. 1919. Phyllachora rimulosa ingår i släktet Phyllachora och familjen Phyllachoraceae.   Inga underarter finns listade i Catalogue of Life.